# Heinrich Krage

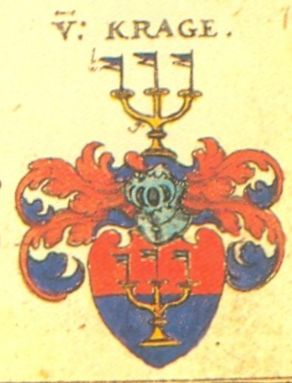
Wappen der Familie Krage aus Siebmachers Wappenbuch von 1605

Heinrich Krage, modernisiert Heinrich von Krage, (* um 1570 in Sieglitz; † 8. November 1630 in Halberstadt) war ein deutscher Domherr.

## Leben
Krage stammte aus dem thüringischen Adelsgeschlecht Krage, das auf die Führung des Adelsattributes von verzichtete. Er war der Sohn von Christoph Krage und dessen Ehefrau Magdalena von Kannendorf.
Ab dem Wintersemester 1588 studierte Krage an der Universität Leipzig. Nach dem Studium wurde er zum Hofmeister von Dorothea Hedwig von Braunschweig bestellt, der späteren Ehefrau des Fürsten Rudolf von Anhalt-Zerbst.
Am 3. Februar 1611 heiratete Krage Sabine von Falkenhagen. Mit ihr hatte er einen Sohn, Casimir Dietrich von Krage. Einige Jahre nach seiner Heirat wurde Krage von Fürst August von Anhalt-Plötzkau zum Rat befördert und als Domherr in Halberstadt eingesetzt.
1618 nahm ihn Fürst Ludwig I. von Anhalt-Köthen in die Fruchtbringende Gesellschaft auf. Krage wurde der Gesellschaftsname der Gemästete und die Devise Hiermit verliehen. Als Emblem wurde ihm ein Scheffel von Bohnen (Vicia faba L.) zugedacht. Im Köthener Gesellschaftsbuch wird Krage unter der Nr. 13 verzeichnet. Dort findet sich auch das Reimgesetz, mit welchem sich Krage für die Aufnahme bedankt:
Auff den herrnn hoffe Jch doch

Vnndt Vorlaß mich Auff Jhnn Noch,

Obs schonn nicht Nach Meinem Sinn

Jtzundt geht: Wann diß dahinn

Wirdt einn Beßers Kommen ahnn

Vnndt erfrewenn Jedermann.
1627 wurde Erzherzog Ludwig Wilhelm zum Bischof gewählt und Krage als Gefolgsmann sollte konvertieren. Da er dieses nicht tat, musste er seine Residenz in Halberstadt räumen.
Heinrich von Krage starb am 8. November 1630, dem Tag seines Umzugs nach Zerbst.